# チェズニー・ホークス
チェズニー・ホークス（英語: Chesney Hawkes、1971年9月22日 - ）は、イギリス出身の歌手。父親は映画音楽作曲家レン・ハークス、母親は女優のキャロル・ディルワース。

## 概要
1991年には、ニック・カーショウ作曲&プロデュースによるシングル「The One And Only」が、マイケル・J・フォックス主演映画『ドク・ハリウッド』の主題歌となり、全英ナンバー1、全米Billboard Hot 100で最高位10位を獲得し、世界中で大ヒットした。またこの曲は、ホンダのインテグラのCMでも使用された。

## ディスコグラフィ

### アルバム
- 『ザ・ワン・アンド・オンリー』 - Buddy's Song/The One and Only (アメリカ盤タイトル) (1991年) ※全英18位[2]
- 『ゲット・ザ・ピクチャー』 - Get the Picture (1993年)
- The Very Best of (2005年) ※イギリス限定
- Another Fine Mess (2008年)
- Me My Mouse & I (2009年)
- Real Life Love (2012年)[3]

## 参照
- チェズニー・ホークス（CHESNEY HAWKES） - ニュース、インタビュー、特集、レビュー、CD、DVD、Blu-ray、動画、試聴 - CDJournal.com